# Andreas Poach
Andreas Poach (auch Andreas Poch; * 1516 in Eilenburg; † 2. April 1585 in Utenbach) war ein lutherischer Theologe und Reformator.

## Leben
Über Herkunft und Jugend ist wenig bekannt. Als »Boch« wurde Poach 1530 in Wittenberg immatrikuliert, 1538 erlangte er den akademischen Grad eines Magisters und blieb als solcher bis 1541 an der Universität Wittenberg. Dann wurde er für Jena ordiniert und ging mit Justus Jonas dem Älteren nach Halle (Saale), wo er fünf Jahre als Diakon an der Marienkirche wirkte. Durch den Schmalkaldischen Krieg wurde er 1547 aus Halle vertrieben, lehnte eine Berufung zum Schlossprediger in Torgau ab und übernahm das Pfarramt an der Kirche St. Blasii in Nordhausen.
Am 1. Juni 1550 wurde er Pfarrer an der Augustinerkirche in Erfurt. Dort war er bald der einflussreichste Prediger und unter seiner Leitung wurde der Aufbau der evangelischen Kirche Erfurts stark gefördert. So übernahm er im geistlichen Ministerium das Visitations- und Prüfungswesen. Als Poach 1560 Superintendent in Jena werden sollte, verzichtete er, da er das Konfutationsbuch ablehnte. Stattdessen erhielt er an der Universität Erfurt 1566 die einzige evangelische Professur der Theologie. Als solcher mischte er sich in den Antinomistischen Streit ein und vertrat dabei den Standpunkt, dass das Heil nicht durch vollkommene Gesetzeserfüllung erlangt werden kann.
Als es 1569 im Zusammenhang mit der Besetzung des Rektorenstuhls zu einem Streit zwischen den Konfessionen in Erfurt kam und Poach sich polemisch gegen Johannes Gallus und den Rat der Stadt wendete, musste er 1572 das Feld räumen. Kurz vor seiner Entlassung nutzte er die Leichenpredigt auf seinen verstorbenen Amtskollegen und Mitstreiter Georg Silberschlag zu einer ausführlichen Rechtfertigung seiner Position. Er streitet darin nicht ab, dass man in der konfessionell gespaltenen Stadt Erfurt einen „bürgerlichen“, gutnachbarlichen Umgang auch mit Katholiken haben kann. Aber es geht ihm um die Grenze zwischen dem nicht von Glaubensfragen beeinflussten Alltag und dem zeremoniellen Umgang kirchlicher Amtsträger mit den „papistischen“ Gegnern, die ja aus lutherischer Sicht nicht weniger als die Handlanger des Antichristen waren. Der Rat der Stadt antwortete nach der Amtsenthebung ebenfalls mit einer Rechtfertigungsschrift: Gründlicher vnnd warhafftiger Bericht […] aus was bestendigen vrsachen, die beide Pfarrer […] enturlaubt worden (Erfurt 1572; VD 16: E 3729).
Nach Zwischenaufenthalten in Markvippach, Vippachedelhausen und Mühlhausen übernahm Poach schließlich 1573 in Utenbach – heute Ortsteil von Apolda – das Pfarramt. Diese Stellung bot ihm zugleich die Gelegenheit, die Nachschriften der Luther-Predigten nach Georg Rörers hinterlassener Kurzschrift zu bearbeiten. Diese Ausgabe der Hauspostille Martin Luthers ist Poachs Hauptwerk. Sie ist zuverlässiger als Johann Aurifabers Ausgabe der Tischreden Luthers. Um die Arbeit an Luthers Hinterlassenschaft leisten zu können, deren Wert erst spätere Zeiten ermessen konnten, hielt er sich auf eigene Kosten einen Diakonus.

## Werke
- Vom Christlichen Abschied aus diesem sterblichen Leben des lieben thewren Mannes Mathei Ratzenbergers der Artzney Doctors. Bericht durch A.P. Pfarherrn zun Augustinern in Erffurdt vnd andere So dabey gewesen kurtz zusammen gezogen. Jena 1559 (VD 16: P 3814)
- Eine Predigt aus dem Propheten Hosea/Cap. 4. Vber der Leiche M. Georgij Silberschlags Neunpredigers vnd Pfarrers zu Kauffmanskirche vnd Hebraice linguae publici Professoris in der Vniuersitet zu Erffurdt gethan Durch A.P. Pfarrer zun Augustinern am Fastnacht Sontag welcher war 17. Februarij A.D. 1572. Mühlhausen 1572 (VD 16: P 3812)
- Bekentniß vnd Grund der Lere vom Heiligen Hochwirdigen Sacrament des Leibs vnd bluts unsers Herren Jesu Christi aus Apostolischer Schrifft und Lutherischen Büchern zusammen bracht Durch A.P.Exulem. Zu dieser zeit nötig vnd Nützlich zulesen vnd zuwissen. Mülhausen 1572 (VD 16: P 3811)
- Vier Predigten von der Todten aufferstehung und letzten Posaunen Gottes Aus dem 15. Capitel der 1. Epistel S. Pauli an die Corinther Geprediget von dem Ehrwürdigen Herrn und thewren Man Gottes, D. Martin Luther zu Wittenberg Anno 1544 u. 45. Vor nie in Druck ausgegangen Und jetzt neulich aus M. Georgen Rörers geschriebenen Büchern zusammen bracht Durch A.P. Erfurt 1574 (VD 16: L 6960 - L 6962)